# Isabelle Adjani

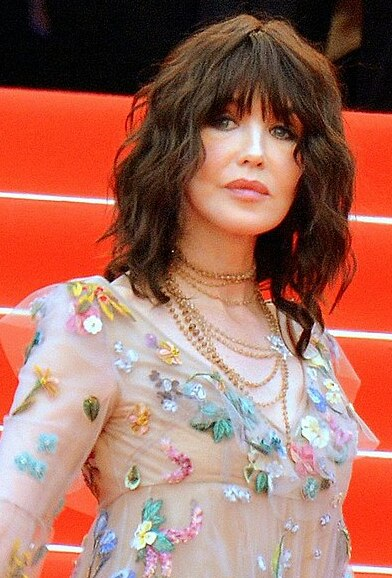
Isabelle Adjani in Cannes 2018

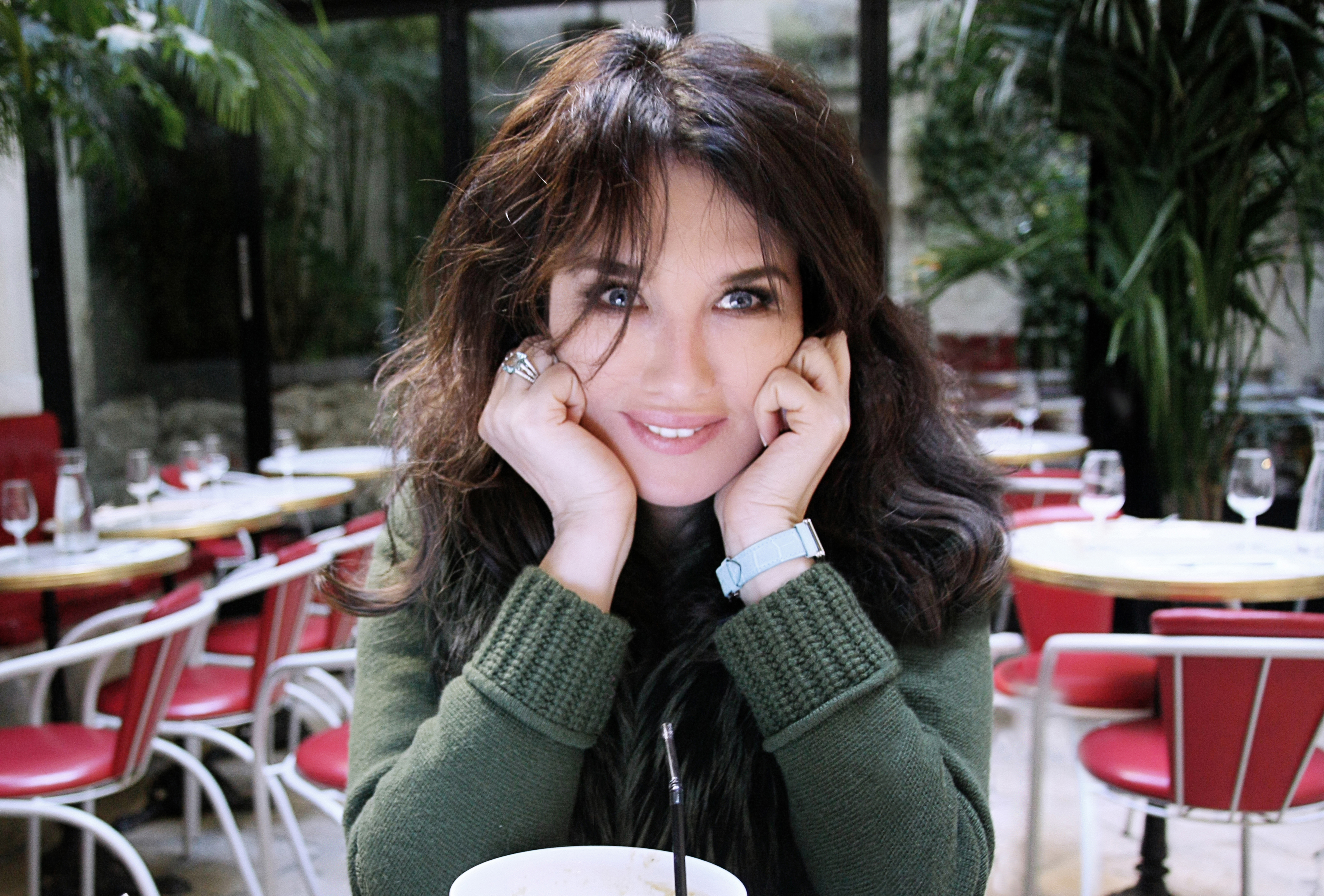
Isabelle Adjani (2012)

Isabelle Yasmine Adjani (* 27. Juni 1955 in Paris) ist eine französische Schauspielerin. Im Laufe ihrer Karriere wurde sie als beste Hauptdarstellerin mit fünf Césars ausgezeichnet – für Possession (1981), Ein mörderischer Sommer (1983), Camille Claudel (1988), Die Bartholomäusnacht (1994) und Heute trage ich Rock! (2009) – und stellte damit einen bisher ungeschlagenen Rekord auf.

## Leben

### Privatleben
Isabelle Adjani kam als erstes Kind des aus Algerien stammenden Automechanikers Mohammed Chérif Adjani (1923–1983) und seiner deutschen, aus Enzisweiler gebürtigen Ehefrau, Emma Augusta Schweinberger, genannt „Gusti“ (1919–2007), im 17. Arrondissement von Paris zur Welt. Die Eltern hatten sich am Ende des Zweiten Weltkriegs in der Nähe des Bodensees kennengelernt, wo Adjanis Vater als Soldat der französischen Armee stationiert war, und waren später nach Paris gezogen. 
Isabelle Adjani wuchs mit ihrem jüngeren Bruder, Éric Hakim (1957–2010), der Fotograf wurde, in Gennevilliers bei Paris auf und wurde in Französisch und Deutsch erzogen. In Courbevoie besuchte sie das Lycée Paul Lapie. Die Ferien verbrachte sie regelmäßig am Bodensee. Ihr Elternhaus war geprägt von der deutschen Mutter; die kulturellen Wurzeln des Vaters spielten kaum eine Rolle, da er seine Kinder vor allem zu Europäern erziehen wollte. Erst 1986 sprach Isabelle Adjani öffentlich über die Herkunft ihres Vaters, als sie sich gegen die Zunahme des Rassismus in Frankreich wandte.
Adjani hat zwei Söhne: Barnabé Said (* 1979) aus einer Beziehung mit dem Kameramann und Regisseur Bruno Nuytten und Gabriel Kane (* 1995) aus ihrer Verbindung mit dem Schauspieler Daniel Day-Lewis. Ihr zweiter Sohn verwendet als Hip-Hop-Musiker das Pseudonym „Gabe Day“. Mit Day-Lewis war Adjani von 1989 bis 1994 liiert. Eine 2002 geschlossene Verlobung mit dem Musiker Jean-Michel Jarre löste Adjani im Jahr 2004 und trennte sich 2010 von dem Chirurgen Stéphane Delajoux, mit dem sie zwischenzeitlich lebte.

### Schauspielkarriere

#### Am Theater
Obwohl Adjani ihre ersten Schauspielerfahrungen in Kinofilmen sammelte, wurde sie zunächst als Theaterschauspielerin bekannt. Ihren Durchbruch erzielte Adjani 1972 in Bernarda Albas Haus von Federico García Lorca unter der Regie von Robert Hossein an einem Theater in Reims, woraufhin sie im selben Jahr in die Comédie-Française aufgenommen wurde und für ihre Interpretationen der Ondine in Jean Giraudoux’ Ondine und der Agnès in Molières Die Schule der Frauen bekannt wurde. Beide Stücke wurden später (wie auch Molières Der Geizige) mit ihr als Fernsehspiele verfilmt.
In den Jahren 2001 und 2007 wurde Adjani jeweils für die Titelrolle in Alexandre Dumas’ Die Kameliendame und Wolfgang Hildesheimers Mary Stuart für den französischen Theaterpreis Molière als Beste Hauptdarstellerin nominiert.

#### Im Film
Adjanis Filmkarriere begann mit der im Jahr 1969 produzierten Kinderkomödie Blacky – Abenteuer eines Ausreißers von Bernard Toublanc-Michel. François Truffauts Film Die Geschichte der Adèle H. aus dem Jahr 1975, in dem sie die Tochter Victor Hugos spielte, markierte ihren Durchbruch als Leinwandstar. Für die Rolle der Adèle erhielt sie in den USA den Darstellerpreis des National Board of Review und ihre ersten César- und Oscar-Nominierungen. Zum damaligen Zeitpunkt war sie die jüngste Schauspielerin, die jemals für den Oscar in der Kategorie Beste Hauptdarstellerin nominiert worden war; bis heute ist sie nach der Neuseeländerin Keisha Castle-Hughes und der Amerikanerin Quvenzhané Wallis die drittjüngste.
Nachdem Adjani durch Die Geschichte der Adèle H. einem internationalen Publikum bekannt geworden war, arbeitete sie mit einer Reihe renommierter Regisseure des europäischen Films zusammen. Zunächst spielte sie unter Roman Polański im Thriller Der Mieter (1976) die Rolle einer Frau, die die geistig verwirrte Hauptfigur des Films (gespielt von Polański selbst) zu stabilisieren sucht. Die flamboyante, am Rande des Wahnsinns agierende Frau, die Adjani sowohl in Die Geschichte der Adèle H. als auch in Der Mieter darstellte, wurde zu ihrer Paraderolle. Adjani selbst führte ihre Affinität zu solchen Figuren auf ihre eigenen Charaktereigenschaften, insbesondere ihr lebhaftes Temperament zurück.
Der zweiten César-Nominierung für die Rolle der Laure in André Téchinés Politthriller Barocco folgte die erste Hollywood-Rolle in dem Thriller Driver (1978) an der Seite von Ryan O’Neal. 1979 drehte sie in Deutschland unter der Regie von Werner Herzog mit Klaus Kinski Nosferatu – Phantom der Nacht, bevor sie abermals unter Téchinés Leitung eine Hauptrolle in dem semi-fiktionalen Film Die Schwestern Brontë, die mittlere der drei Schwestern, Emily Brontë, spielte. Bei den Dreharbeiten lernte sie den Kameramann Bruno Nuytten kennen, der der Vater ihres ersten Kindes wurde. Der Film vertrat Frankreich auf den Filmfestspielen von Cannes 1979.
Nach Adjanis erster Babypause verlief ihre Karriere zunächst schleppend. Einige ihrer Filme wurden nur von einem kleinen Publikum wahrgenommen, Possession brachte ihr jedoch 1981 den ersten César in der Kategorie Beste Hauptdarstellerin. Ein Jahr zuvor hatte sie bereits bei den Filmfestspielen von Cannes den Darstellerpreis erhalten und sich gegen so renommierte Kolleginnen wie Anouk Aimée (Die Tragödie eines lächerlichen Mannes), Nicole Garcia (Ein jeglicher wird seinen Lohn empfangen …) und Isabelle Huppert (Heaven’s Gate) durchgesetzt. 1982 drehte sie ihre beiden in Europa populärsten Filme, Claude Millers Das Auge und Jean Beckers Ein mörderischer Sommer, für den sie ihren zweiten César als beste Hauptdarstellerin entgegennehmen konnte.
Danach pausierte Adjani zwei Jahre, bevor sie in Luc Bessons Subway (1985) an der Seite von Christopher Lambert auf die Leinwand zurückkehrte. Anders als Bessons spätere Filme erhielt dieser nur mäßige Kritiken, davon ausgenommen Adjanis schauspielerische Leistung, die mit ihrer fünften César-Nominierung honoriert wurde. In Agnès Vardas T’as de beaux escaliers tu sais, einem dreiminütigen Kurzfilm zur 50-Jahr-Feier der Cinémathèque française, war sie die Sprecherin. Ihre Verbindung mit Bruno Nuytten führte sie nach einem großen Flop, dem Abenteuerfilm Ishtar, 1988 zu einem weiteren Erfolg – abermals in einem semi-dokumentarischen Drama: An der Seite von Gérard Depardieu spielte sie die Titelrolle in dem Film Camille Claudel als hochtalentierte, aber unglückliche Geliebte des Bildhauers Auguste Rodin. Nach Die Geschichte der Adèle H. und Ein mörderischer Sommer war dies der dritte Film, in dem Adjani eine tragische Frauengestalt verkörperte, die im Wahnsinn endet. Für ihre expressive Darstellung erhielt Adjani einen César und eine Oscar-Nominierung, zudem einen Silbernen Bären der Berlinale – und 1990 zusammen mit Depardieu den „Super-César“ als „Schauspieler des Jahrzehnts“. Filmhistoriker sahen sie an der Spitze des französischen „Kinoadels“ angelangt.

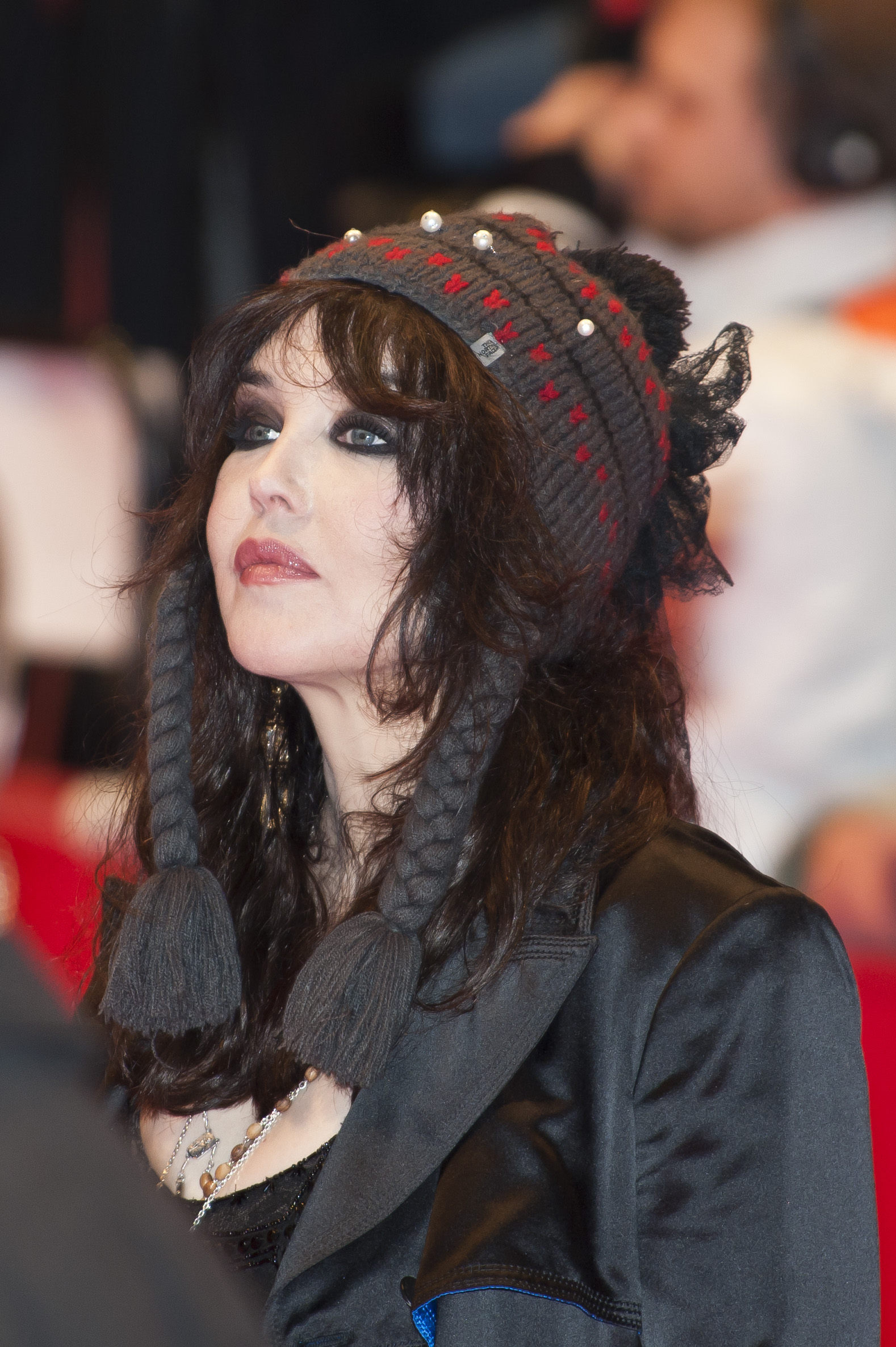
Adjani auf der Berlinale 2010

Nach einer vierjährigen Leinwandpause und dem kommerziellen Misserfolg von Toxic Affair folgte 1994 ein neuer Erfolg: Für ihre Darstellung der Titelfigur Margot (Margarete von Valois) in Patrice Chéreaus Historiendrama La Reine Margot (Die Bartholomäusnacht) erhielt sie, als „zeitlos schön“ gepriesen, ihren vierten César. Zwei Jahre später kehrte sie in der Neuverfilmung von Henri-Georges Clouzots Die Teuflischen, Jeremiah S. Chechiks Diabolisch (an der Seite von Sharon Stone), nach Hollywood zurück; der Erfolg des Films reichte nicht an den des französischen Originals von 1952 heran.
Danach war Adjani nur noch sporadisch in Film-, Fernseh- und Theaterrollen zu sehen. Sie widmete sich hauptsächlich der Familie. Erst 2002 trat sie wieder in einem Film auf, in der Hauptrolle in Laetitia Massons La Repentie. Aber weder mit diesem Krimidrama noch mit kleineren Rollen wie in Jean-Paul Rappeneaus Spionagefilm Bon Voyage oder der von der Kritik gelobten Literaturverfilmung Monsieur Ibrahim und die Blumen des Koran (beide 2003) knüpfte sie an frühere Erfolge an.
Nach längerer Pause übernahm Adjani 2008 zwei Fernsehrollen: In Jacques Webers Historienfilm Figaro spielte sie an der Seite von Weber und Denis Podalydès, und in Jean-Paul Lilienfelds sozialkritischem Drama Heute trage ich Rock! schlüpfte sie in die Rolle einer Lehrerin, Sonia Bergerac, die vom Alltag in einer vor allem von Migrantenkindern besuchten Vorstadtschule überfordert ist und deshalb zur Gewalt greift, um sich Respekt zu verschaffen. Diese Rolle brachte ihr in Frankreich Lob seitens der Kritik ein. Die Tageszeitung Le Monde hob Adjanis kraftvolles Spiel und wandlungsfähige Mimik hervor, während Le Figaro ihre Präsenz als „verblüffend“ beschrieb. Im Jahr 2010 nahm sie für Heute trage ich Rock! den Prix Lumières, die Étoile d’Or und einen César als beste Hauptdarstellerin entgegen. Damit ist sie bis heute die einzige Schauspielerin, die fünfmal den César als beste Hauptdarstellerin gewonnen hat.
Im Jahr 2022 spielte Adjani unter der Regie von François Ozon in dem filmischen Kammerspiel Peter von Kant, einer freien Adaption des Theaterstücks Die bitteren Tränen der Petra von Kant von Rainer Werner Fassbinder von 1972.

### Auftritte als Sängerin
Aus der Zusammenarbeit mit dem Musiker Serge Gainsbourg erwuchsen eine Reihe musikalischer Werke. Das bekannteste ist die 1983 veröffentlichte und von Luc Besson mit einem Video versehene Single Pull Marine, das in den französischen Charts bis zur Nummer 1 aufstieg.

### Politische Betätigung
Obgleich Adjani lange dafür bekannt war, außerhalb ihres Berufes zurückgezogen und schwer zugänglich zu sein, meldete sie sich gelegentlich politisch zu Wort. 1986 wurde sie das Ziel einer Kampagne des Front National, nachdem sie unter Hinweis auf ihre algerische Abstammung dessen Politik angegriffen hatte. 2003 war sie eine der bekanntesten Unterzeichnerinnen einer Petition, die das Verbot des Tragens eines Hidschabs an französischen Bildungseinrichtungen forderte. Gelegentlich setzte sie sich für die Sache der Palästinenser ein.

### Anekdotisches
Nach längerer Abwesenheit Adjanis aus dem Licht der Öffentlichkeit kursierte 1987 das Gerücht, sie sei an AIDS erkrankt oder gar gestorben. Daraufhin trat sie als Überraschungsgast in einer Nachrichtensendung des französischen Fernsehens auf, um „die Öffentlichkeit zu beruhigen“ und von ihrem Wohlergehen zu überzeugen, und verabschiedete sich vor laufender Kamera vom Moderator, indem sie ihn auf die Wange küsste, was in einer Zeit der Verunsicherung der Bevölkerung bezüglich der Übertragbarkeit des AIDS-Virus als gewagt erschien.
Im Roman Dem Freund, der mir das Leben nicht gerettet hat von Hervé Guibert wird sie in der Rolle der Marine porträtiert.

## Filmografie (Auswahl)
- 1970: Blacky – Abenteuer eines Ausreißers (Le Petit Bougnat)
- 1972: Faustine et le bel été
- 1973: Die Schule der Frauen (L’École des femmes) (TV-Film)
- 1974: Der Geizige (L’Avare) (TV-Film)
- 1974: Le Secret des flamands (TV-Serie)
- 1974: Die Ohrfeige (La Gifle)
- 1974: Ariane
- 1975: Ondine (TV-Film)
- 1975: Die Geschichte der Adèle H. (L’Histoire d’Adèle H.)
- 1976: Der Mieter (Le Locataire)
- 1976: Barocco
- 1976: Violette und François (Violette & François)
- 1978: Driver (The Driver)
- 1979: Nosferatu – Phantom der Nacht
- 1979: Die Schwestern Brontë (Les Sœurs Brontë)
- 1981: Clara und die tollen Typen (Clara et les chics types)
- 1981: Quartett (Quartet)
- 1981: Possession
- 1981: Heirate mich nicht, Chérie (L’Année prochaine … si tout va bien)
- 1982: Feuer und Flamme (Tout feu, tout flamme)
- 1982: Antonieta
- 1983: Das Auge (Mortelle randonnée)
- 1983: Ein mörderischer Sommer (L’Été meurtrier)
- 1985: Subway
- 1986: T’as de beaux escaliers tu sais (Kurzfilm)
- 1987: Ishtar
- 1988: Camille Claudel
- 1993: Toxic Affair
- 1994: Die Bartholomäusnacht (La Reine Margot)
- 1996: Diabolisch (Diabolique)
- 1998: Paparazzi – Fotos um jeden Preis (Paparazzi)
- 2002: La Repentie
- 2002: Adolphe
- 2003: Bon Voyage
- 2003: Monsieur Ibrahim und die Blumen des Koran (Monsieur Ibrahim et les fleurs du Coran)
- 2008: Figaro (TV-Film)
- 2008: Heute trage ich Rock! (La journée de la jupe)
- 2010: Mammuth
- 2011: De Force
- 2011: Aïcha (TV-Miniserie, eine Folge)
- 2012: David et Madame Hansen
- 2013: Ishkq in Paris
- 2014: French Women – Was Frauen wirklich wollen (Sous les jupes des filles)
- 2016: Rechenschaft (Carole Matthieu)
- 2017: Call My Agent! (Dix pour cent) (TV-Serie, eine Folge)
- 2018: Capitaine Marleau – Ne plus mourir, jamais (TV-Reihe, eine Folge)
- 2018: Die Welt gehört dir (Le Monde est à toi)
- 2020: Schwestern – Eine Familiengeschichte (Sœurs)
- 2022: Peter von Kant
- 2022: Diane de Poitiers (Fernsehfilm)
- 2022: Mascarade
- 2023: Dammi (Kurzfilm)
- 2023: Adieu Vinyle (Fernsehfilm)
- 2023: Diebinnen (Voleuses)
- 2024: Ein neuer Sommer (The Perfect Couple, Fernsehserie, fünf Folgen)
- 2025: Natacha (presque) hôtesse de l'air

## Diskografie

### Musik

#### Alben
- Pull marine (1983, Philips) produziert von Serge Gainsbourg
- Bande originale (2023, Warner Music France) produziert von Pascal Obispo

#### Singles
- Pull marine (1983, Philips)
- Beau oui comme Bowie (1984, Philips)
- Ohio (1984, Philips)
- Princesse au petit pois (1986, Philips)
- Meet Me By the Gates (2019, Pour Le Monde) mit The Penelopes
- Quelques mots (2021, Cinq 7) mit Malik Djoudi
- The Last Goodbye (2022, Pour Le Monde) mit The Penelopes
- Jeder tötet was er liebt (2022, Foz / Miilan Records)
- Les courants d’air (2023, Warner Music France) mit Gaëtan Roussel

### Hörspiele
- Le journal d’Alice James vorgelesen von Isabelle Adjani. Paris: Editions des Femmes; Ville St-Laurent, Québec: Diffusion du Mont-Royal, 1985.

## Auszeichnungen (Auswahl)
César

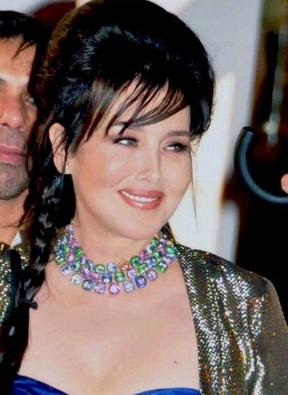
Adjani bei der César-Verleihung 2010

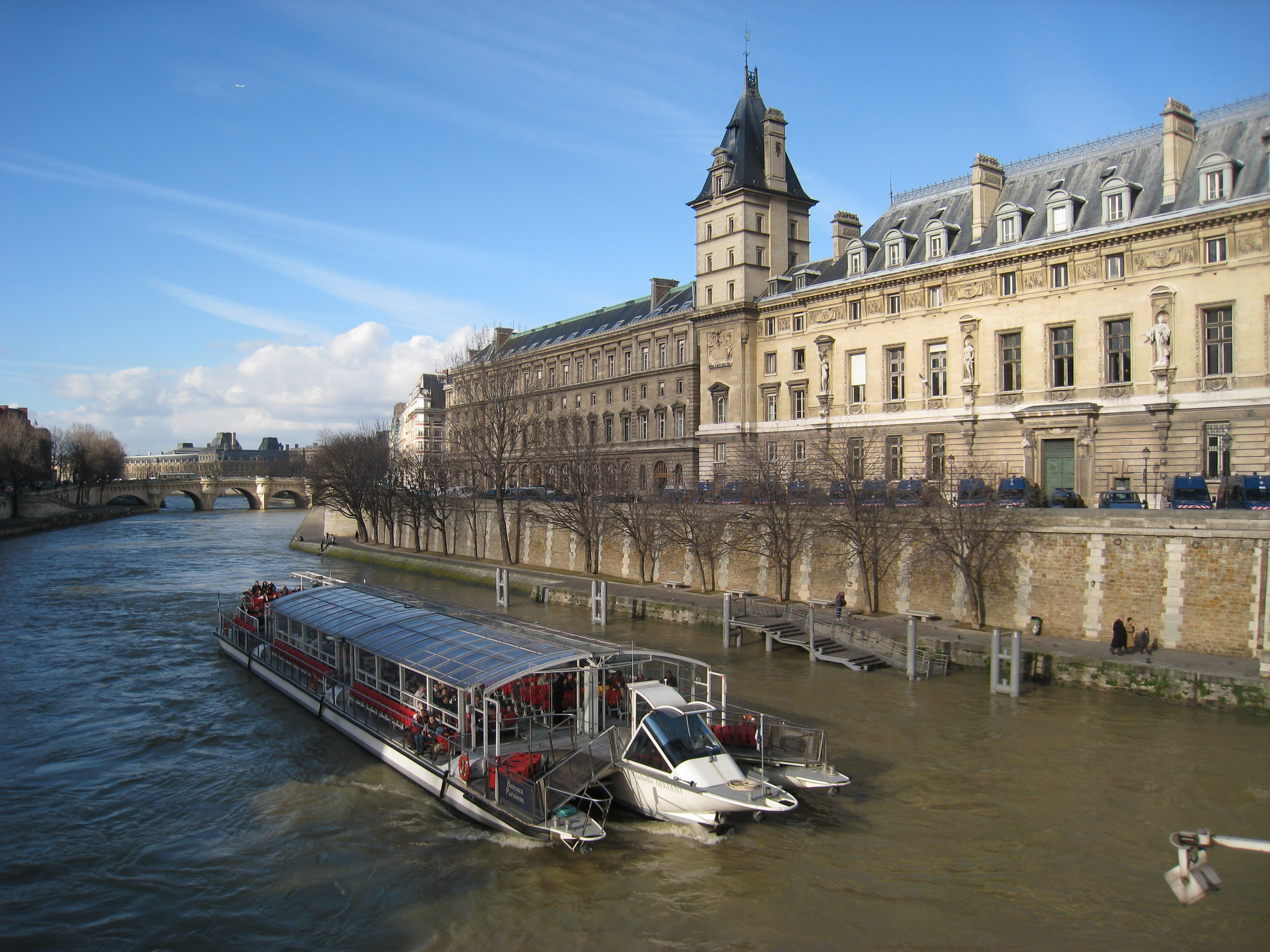
Ausflugsschiff Isabelle Adjani auf der Seine in Paris

- 1976: Nominierung in der Kategorie Beste Hauptdarstellerin für Die Geschichte der Adèle H.
- 1977: Nominierung in der Kategorie Beste Hauptdarstellerin für Barocco
- 1982: Beste Hauptdarstellerin für Possession
- 1984: Beste Hauptdarstellerin für Ein mörderischer Sommer
- 1986: Nominierung in der Kategorie Beste Hauptdarstellerin für Subway
- 1989: Beste Hauptdarstellerin für Camille Claudel
- 1995: Beste Hauptdarstellerin für Die Bartholomäusnacht
- 2010: Beste Hauptdarstellerin für Heute trage ich Rock!
- 2019: Nominierung in der Kategorie Beste Nebendarstellerin für Die Welt gehört dir

Oscar
- 1976: Nominierung in der Kategorie Beste Hauptdarstellerin für Die Geschichte der Adèle H.
- 1990: Nominierung in der Kategorie Beste Hauptdarstellerin für Camille Claudel

Internationale Filmfestspiele Berlin
- 1989: Silberner Bär in der Kategorie Beste Darstellerin für Camille Claudel

Internationale Filmfestspiele von Cannes
- 1981: Beste Darstellerin für Quartett und Possession

David di Donatello
- 1975: Spezialpreis für Die Ohrfeige
- 1976: Beste ausländische Darstellerin für Die Geschichte der Adèle H.

Deutscher Filmpreis
- 1979: Nominierung in der Kategorie Beste weibliche Hauptrolle für Nosferatu – Phantom der Nacht
- 1982: Nominierung in der Kategorie Beste weibliche Hauptrolle für Possession

Globe de Cristal
- 2010: Beste Darstellerin für Heute trage ich Rock!
- 2019: Beste Darstellerin – Komödie für Die Welt gehört dir

National Board of Review Award
- 1975: Beste Hauptdarstellerin für Die Geschichte der Adèle H.

National Society of Film Critics Award
- 1975: Beste Hauptdarstellerin für Die Geschichte der Adèle H.

New York Film Critics Circle Award
- 1975: Beste Hauptdarstellerin für Die Geschichte der Adèle H.

Prix Lumières
- 2010: Beste Darstellerin für Heute trage ich Rock!

Weitere
- 1974: Suzanne-Bianchetti-Preis
- 1978: Bambi in der Kategorie Film – International für Die Geschichte der Adèle H.
- 1984: Jupiter in der Kategorie Beste Darstellerin International
- 2003: Beste Darstellerin beim Festival du Film de Cabourg für Adolphe
- 2004: Grand Prix Special des Amériques beim Montreal World Film Festival
- 2009: Goldene Nymphe in der Kategorie Beste Darstellerin beim Festival de Télévision de Monte-Carlo für Heute trage ich Rock!
- 2010: Étoile d’Or in der Kategorie Beste Hauptdarstellerin für Heute trage ich Rock!
- 2010: Chevalier de la Légion d’honneur (Ritter der Ehrenlegion)[25]
- 2014: Commandeur de l’Ordre des Arts et des Lettres (Komtur des Ordens der Künste und der Literatur)[26]
- 2016: Ehrenpreis beim Marrakech International Film Festival

## Dokumentarfilm
- Isabelle Adjani – Hautnah. (Originaltitel: Isabelle Adjani – 2 ou 3 choses qu’on ne sait pas d’elle …) Dokumentarfilm, Frankreich, 2010, 69 Min., Buch und Regie: Frank Dalmat, Produktion: arte France, Isia Films, Puzzle Media, deutsche Erstsendung: 5. Mai 2013 bei arte, Inhaltsangabe von arte.